# 주세붕 초상
주세붕 초상(周世鵬 肖像)은 조선의 문신이며 학자였던 주세붕의 상반신을 그린 초상화다. 1981년 3월 18일 대한민국의 보물 제 717호로 지정되었다.

## 개요
<주세붕 초상(周世鵬 肖像)>은 조선의 문신이며 학자였던 주세붕의 상반신을 그린 초상화로 가로 62.5㎝, 세로 134㎝ 크기이다. 주세붕(1495∼1554)은 중종 38년(1543) 우리나라 최초의 서원인 백운동서원(후의 소수서원)을 세워 학문진흥에 힘썼다.
이 초상화는 사모관대의 정장 관복을 차려입고 왼쪽을 바라보고 있는 모습을 그렸다. 얼굴은 간략한 선으로 묘사하고, 넉넉한 몸체에 목은 거의 표현하지 않아 권위적인 기품이 엿보인다. 옷의 깃을 낮게 표현한 것은 다른 초상화에도 나타나는 것으로 당시 유행하던 양식으로 생각된다.
이 그림의 정확한 제작연대를 추정하기 힘들지만 색이 바라고, 훼손된 상태, 복식, 필법 등으로 미루어 제작연대가 상당히 오래된 것으로 여겨진다. 16세기 초상화가 대부분 공신상인데 비해 학자의 기품이 드러난 학자상으로 매우 귀한 자료가 되고 있다.

## 참고 문헌
- 주세붕 초상 - 국가유산청 국가유산포털